# Momozono
Momozono (jap. 桃園天皇 Momozono tennō; ur. 14 kwietnia 1741, zm. 31 sierpnia 1762) − 116. cesarz Japonii. Panował w latach 1747–1762. Jego imieniem własnym było Toohito (jap. 遐仁).

## Życiorys
Momozono był trzecim dzieckiem (pierwszym synem) cesarza Sakuramachi i jego żony Sadako. W 1747, kiedy miał 6 lat, został mianowany następcą tronu. Jeszcze w tym samym roku jego ojciec, Sakuramachi, abdykował na jego rzecz. Dnia 9 czerwca 1747 Momozono został intronizowany na 116. cesarza Japonii.
Podczas jego panowania w Japonii wybuchł tzw. "skandal ery Hōreki", kiedy większa część młodej arystokracji japońskiej była karana przez siogunat Tokugawów za próby odbudowy władzy cesarskiej w Japonii.
Zgodnie z decyzją podjętą pod koniec życia przez Momozono, po jego śmierci Japonią rządziła jego starsza siostra, Go-Sakuramachi, ponieważ jego pierworodny syn był za młody na władzę.
Momozono zmarł 31 sierpnia 1762 w wieku 21 lat. Miał jedną żonę, damę dworską o imieniu Ichijō Tomiko (一条富子), z którą miał dwójkę synów: księcia Hidehito, późniejszego cesarza Go-Momozono oraz księcia Sadamochi.